# Howard McGillin
Howard McGillin (Los Angeles, 5 novembre 1953) è un attore e cantante statunitense, noto soprattutto come interprete di musical teatrali.

## Carriera
Dopo un periodo giovanile in cui interpreta piccoli ruoli in televisione per gli Universal Studios, nei primi anni ottanta si trasferisce a New York per tentare la carriera teatrale sui palcoscenici di Broadway, dove, accanto alla sua originaria formazione da attore di prosa (avvenuta sotto la guida di Bradford Dillman), sviluppa rapidamente una tecnica canora raffinata e versatile, sostenuta da un ampio range vocale (tecnicamente da baritono, ma in grado di svolgere efficacemente ruoli da tenore) che gli permette di affrontare ruoli vocalmente molto diversi tra loro.
Nel 1985 ottiene la sua prima nomination ai Drama Desk Awards per La Boheme, ma raggiunge la notorietà l'anno successivo, con l'acclamata interpretazione di John Jasper nell'edizione originale del musical The Mystery of Edwin Drood, che gli vale il Theatre World Award e le nomination al Tony Award e al Drama Desk Award come miglior attore non protagonista in un musical. Nello stesso anno è tra gli interpreti di Follies in Concert, storica edizione concertistica dello spettacolo di Stephen Sondheim, ripresa e trasmessa dalla TV americana.
Nel 1988 si guadagna la sua seconda nomination al Tony Award grazie al ruolo di Billy Crocker in una fortunata edizione del classico di Cole Porter Anything Goes, portata in scena a Londra e Broadway (affiancato rispettivamente da Elaine Paige e Patti LuPone).
Nel corso degli anni '90, interpreta numerosi ruoli a Broadway (Kiss of the Spider Woman) e nel West End londinese, oltre a diversi recital e concerti negli Stati Uniti e all'estero.
Il 1999 segna il debutto di McGillin nel suo ruolo per il quale è maggiormente noto. Nell'agosto di quell'anno ottiene, infatti, il ruolo principale nell'edizione newyorkese di The Phantom of the Opera, rivelandosi come uno degli interpreti più apprezzati da pubblico e critica in quel ruolo, portato in scena oltre 2500 volte (diventando così l'attore ad aver interpretato il ruolo più volte nella storia di Broadway). Interpreta il personaggio sino all'aprile 2003, per poi riprenderlo in diverse occasioni nel corso della stagione 2003/04.
Nello stesso anno è tra i protagonisti dell'edizione originale (Off Broadway) del musical Bounce di Stephen Sondheim.
Nell'ottobre 2005 riprende nuovamente il ruolo del Fantasma a Broadway, impegno che mantiene ininterrottamente durante le stagioni successive (salvo brevi periodi di pausa) fino al 25 luglio 2009, quando viene sostituito da John Cudia.
MacGillin ha anche preso parte a numerose produzioni televisive (Colombo, Perry Mason); Inoltre ha prestato la sua caratteristica voce a documentari (inclusa la serie della PBS Nature), spot pubblicitari e film d'animazione (L'incantesimo del lago, South Park). Nel 2015 torna a Broadway con il musical Gigi, con Vanessa Hudgens, Victoria Clark e Dee Hoty.
Nel 2001 ha inciso un album da solista, Where Time Stands Still, contenente diversi brani tratti da musical.

## Vita privata
Howard McGillin è stato sposato con la musicista Mary Lloyd-Butler dal 1976 al 1990 e la coppia ha avuto due figli, Brian e Christopher McGillin. Dopo il divorzio e il coming out, McGillin è stato impegnato in una relazione con Richard Samson dal 1995 e la coppia si è sposata nel 2013.

## Teatro
- La bohème, libretto di Giuseppe Giacosa e Luigi Illica, colonna sonora di Giacomo Puccini, regia di Wilford Leach. Public Theater dell'Off-Broadway (1984)
- Sunday in the Park with George, libretto e regia di James Lapine, colonna sonora di Stephen Sondheim. Booth Theatre di Broadway (1984)
- Drood!, libretto e colonna sonora di Rupert Holmes, regia di Wilford Leach. Delacorte Theater dell'Off-Broadway, Imperial Theatre di Broadway (1985)
- Follies, libretto di James Goldman, colonna sonora di Stephen Sondheim, regia di Herbert Ross. David Geffen Hall di New York (1985)
- Anything Goes, libretto di Guy Bolton, P. G. Wodehouse, Howard Lindsay, Russel Crouse, colonna sonora di Cole Porter, regia di Jerry Zaks. Lincoln Center di Broadway (1987)
- Anything Goes, libretto di Guy Bolton, P. G. Wodehouse, Howard Lindsay, Russel Crouse, colonna sonora di Cole Porter, regia di Jerry Zaks. Theatre Royal Drury Lane di Londra (1989)
- The Secret Garden, libretto di Marsha Norman, colonna sonora di Lucy Simon, regia di Susan H. Schulman. Saint James Theatre di Broadway (1992)
- She Loves Me, libretto di Joe Masteroff, testi di Sheldon Harnick, colonna sonora di Jerry Bock, regia di Scott Ellis. Criterion Center Stage Right di Broadway (1993)
- Kiss of the Spider Woman, libretto di Terrence McNally, testi di Fred Ebb, colonna sonora di John Kander, regia di Harold Pinter. Broadhurst Theatre di Broadway (1994)
- Mack and Mabel, libretto di Michael Stewart, colonna sonora di Jerry Herman, regia di Paul Kerryson e Michael Smuin. Piccadilly Theatre di Londra (1995)
- Time and Again, libretto di Jack Viertel, colonna sonora di Walter Edgar Kennon, regia di Jack O'Brien. Old Globe Theatre di San Diego (1996)
- As Thousands Cheer, libretto di Moss Hart, colonna sonora di Irving Berlin, regia di Christopher Ashley e Kathleen Marshall. Greenwhich Theatre dell'Off-Broadway (1998)
- Ziegfeld Follies of 1936, libretto di David Freedman, testi di Ira Gershwin, colonna sonora di Vernon Duke, regia di Mark Waldrop. New York City Center di New York (1999)
- The Phantom of the Opera, libretto di Richard Stilgoe, testi di Charles Hart, colonna sonora di Andrew Lloyd Webber, regia di Harold Prince. Majestic Theatre di Broadway (1999-2004)
- Bounce, libretto di John Weidman, colonna sonora di Stephen Sondheim, regia di Harold Prince. Goodman Theatre di Chicago (2003)
- Peter Pan, libretto di Betty Comden, Adolph Green e Carolyn Leigh, colonna sonora di Jule Styne, Mark Charlap e Trude Rittmann, regia di Glenn Casale. Tour statunitense (2004)
- The Phantom of the Opera, libretto di Richard Stilgoe, testi di Charles Hart, colonna sonora di Andrew Lloyd Webber, regia di Harold Prince. Majestic Theatre di Broadway (2007-2009)
- High Spirits, libretto e colonna sonora di Hugh Martin e Timothy Gray, regia di Marc Bruni. Theatre at Saint Peter's Church dell'Off-Broadway (2009)
- I Remember Mama, libretto di Thomas Meehan, testi di Martin Charnin, colonna sonora di Richard Rodgers, regia di Michael Montel. Theatre at Saint Peter's Church dell'Off-Broadway (2010)
- Where's Charley?, libretto di George Abbott, colonna sonora di Frank Loesser, regia di John Doyle. New York City Center di New York (2011)
- The Best is Yet to Come, libretto di David Zippel, Dorothy Fields, Betty Comden e Adolph Green, colonna sonora di Cy Coleman. 59E59 Theatre dell'Off-Broadway (2011)
- It Shoulda Been You, libretto di Brian Hargrove, colonna sonora di Barbara Anselmi, regia di David Hyde Pierce. Goerge Street Playhouse di New Brunswick (2011)
- Damn Yankees, libretto di George Abbott e Douglass Wallop, colonna sonora di Jerry Ross e Richard Adler, regia di Mark S. Hoebee. Paper Mill Playhouse di Millburn (2012)
- Ragtime, libretto di Terrence McNally, testi di Lynn Ahrens, colonna sonora di Stephen Schwartz, regia di Stafford Arima. David Geffen Hall di New York (2013)
- The Visit, libretto di Terrence McNally, testi di Fred Ebb, colonna sonora di John Kander, regia di John Doyle. Williamstown Theatre Festival di Williamstown (2014)
- Gigi, libretto di Alan Jay Lerner, colonna sonora di Frederick Loewe, regia di Eric Schaeffer. Kennedy Center di Washington, Neil Simon Theatre di Broadway (2015)
- My Fair Lady, libretto di Alan Jay Lerner, colonna sonora di Frederick Loewe, regia di Michael Arden. Bay Street Theatre di Sag Harbor (2016)
- The Confession of Lily Dare di Charles Busch, regia di Carl Andress. Cherry Lane Theatre dell'Off-Broadway (2020)
- Parade, libretto di Alfred Uhry, colonna sonora di Jason Robert Brown, regia di Michael Arden. New York City Center di New York (2022), Bernard B. Jacobs Theatre di Broadway (2023)

## Filmografia parziale

### Cinema
- Spie contro (Company Business), regia di Nicholas Meyer (1991)
- Tick, Tick... Boom!, regia di Lin-Manuel Miranda (2021)

### Televisione
- McMillan e signora (McMillan & Wife) – serie TV, 1 episodio (1976)
- La città degli angeli (City of Angels) – serie TV, 1 episodio (1976)
- L'uomo da sei milioni di dollari (The Six Million Dollar Man) – serie TV, 2 episodi (1976)
- Squadra emergenza (Emergency!) – serie TV, 2 episodi (1976-1977)
- La donna bionica (The Bionic Woman) – serie TV, 2 episodi (1976-1977)
- Alla conquista del West (How the West Was Won) – serie TV, 1 episodio (1977)
- Agenzia Rockford (The Rockford Files) – serie TV, 1 episodio (1977)
- Colombo (Columbo) - serie TV, episodio 6x03 (1977)
- Switch – serie TV, 2 episodi (1975-1978)
- Kingston - Dossier paura (Kingston: Confidential) – serie TV, 1 episodio (1977)
- California Fever – serie TV, 1 episodio (1979)
- Insight – serie TV, 2 episodi (1979-1980)
- Bravo Dick (Newhart) – serie TV, 1 episodio (1982)
- A cuore aperto (St. Elsewhere) – serie TV, 1 episodio (1983)
- Il tempo della nostra vita (Days of Our Lives) – serie TV, 3 episodi (1984)
- Aspettando il domani (Search for Tomorrow) – serie TV, 1 episodio (1986)
- Così gira il mondo (As the World Turns) – serie TV, 1 episodio (1987)
- La signora in giallo (Murder, She Wrote) - serie TV, episodio 7x05 (1990)
- Jack's Place – serie TV, 1 episodio (1992)
- E.R. - Medici in prima linea (ER) – serie TV, 1 episodio (1998)
- Una vita da vivere (One Life to Live) – serie TV, 1 episodio (1999)
- Elementary – serie TV, 1 episodio (2013)
- The Good Wife – serie TV, 2 episodi (2016)
- The Blacklist – serie TV, 1 episodio (2019)

### Doppiaggio
- Piccolo Nemo - Avventure nel mondo dei sogni (Little Nemo: Adventures in Slumberland), regia di Masami Hata e William Hurtz (1989)
- L'incantesimo del lago (The Swan Princess), regia di Richard Rich (1994)
- Il gobbo di Notre Dame (The Hunchback of Notre Dame), regia di Gary Trousdale e Kirk Wise (1996)
- La bella e la bestia - Un magico Natale (Beauty and the Beast - The Enchanted Christmas), regia di Andy Knight (1997)
- South Park - Il film: più grosso, più lungo & tutto intero (South Park: Bigger, Longer & Uncut), regia
- La bella e la bestia - Un magico Natale (Beauty and the Beast - The Enchanted Christmas), regia di Andy Knight (1997)
- South Park - Il film: più grosso, più lungo & tutto intero (South Park: Bigger, Longer & Uncut), regia di Trey Parker (1998)

## Discografia
- The Mystery of Edwin Drood (1985 Original Broadway Cast) 1985
- Anything Goes (1988 Broadway Revival) 1990
- Anything Goes (1989 London Revival) 1990
- Fifty Million Frenchmen (1991 Studio Cast) 1992
- Kiss of the Spider Woman (1994 Broadway Cast - Second Cast Recording) 1995
- Mack & Mabel (1995 London Revival Cast) 1996
- As Thousands Cheer - The Hit Musical Comedy Revue! (1998 New York Revival Cast) 1999
- Winter Moon - a celebration of gay and lesbian singers and songwriters...and friends  (brano Just in Time for Christmas) 2000
- Ziegfeld Follies of 1936-Encores!-  2001
- Where Time Stands Still (Solo Album) 2001
- The Maury Yeston Songbook (brano No Moon) 2003
- Bounce (2003 Original Cast Recording) 2004
- Broadway's Fabulous Phantoms (brano All The Things You Are) 2004
- Late Nite Comic - 20th Anniversary Edition (brano Think Big) 2007[4]

## Riconoscimenti
- Drama Desk Award
  - 1985 – Candidatura al miglior attore non protagonista in un musical per La Boheme
  - 1986 – Candidatura al miglior attore in un musical per The Mystery of Edwin Drood
  - 1988 – Candidatura al miglior attore in un musical per Anything Goes
- Theatre World Award
  - 1986 – Migllior esordiente per The Mystery of Edwin Drood
- Tony Award
  - 1986 – Candidatura al miglior attore non protagonista in un musical per The Mystery of Edwin Drood
  - 1988 – Candidatura al miglior attore protagonista in un musical per Anything Goes

## Doppiatori italiani
- Fabrizio Manfredi ne L'incantesimo del lago
- Gianluca Machelli in The Good Wife